# Huta-Blîșceanivska, Dunaiivți
Huta-Blîșceanivska (în ucraineană Гута-Блищанівська) este un sat în comuna Huta-Eațkovețka din raionul Dunaiivți, regiunea Hmelnîțkîi, Ucraina.

## Demografie
Componența lingvistică a localității Huta-Blîșceanivska
     Ucraineană (100%)
Conform recensământului din 2001, toată populația localității Huta-Blîșceanivska era vorbitoare de ucraineană (100%).